# Домнінська Ірина Павлівна
Ірина Павлівна Домнінська (нар.. 18 вересня 1953, СРСР) — російська актриса театру і кіно. Заслужена артистка Росії (2004).

## Життєпис
Ірина Домнінська народилася 18 вересня 1953 року. Закінчила ГІТІС (курс А. А. Гончарова) в 1977 році, і з того ж 1977 року є актрисою театру ім. Маяковського.
В даний час[коли?] грає у МХАТ-і ім. Антона Чехова і бере участь у виставах антрепризи LA' ТЕАТР.

## Творчість

### Ролі в театрі
- «Банкрут» (Олександра Островського) — Устинья Наумівна
- «Енергійні люди» (Василя Шукшина) — Соня
- «Біг» (Михайла Булгакова) — Повія-красуня
- «Леді Макбет Мценського повіту» (Миколи Лєскова)— Ксенія
- «Піти і не повернутися» — Маня
- «Життя Клима Самгіна» (Максима Горького)— Віра Петрівна
- «Іван-царевич» — Варвара
- «Захід» (Ісака Бабеля) — Двойра
- «Одруження» (Миколи Гоголя) — Орина Пантелеймонівна
- «Жертва століття» — Глафіра Фирсівна
- «Діти Ванюшина» — Генеральша Кукарникова

LA' Театр:
- «8 жінок і…»
- «Друге дихання»
- «Одруження Бальзамінова» (Олександра Островського)
- «Шаман з Бродвею»[8]

### Фільмографія
- 1987 — Час літати — чергова
- 1987 — Під знаком Червоного хреста
- 1992 — На Дерибасівській гарна погода, або На Брайтон-Біч знову йдуть дощі — повна дама в ресторані
- 1994 — Зачаровані — Знаменська
- 1996 — Повернення «Броненосця» — Барбут-Костянтинівська
- 2000 — Брат 2
- 2000 — Маросейка, 12 — головлікар пологового будинку
- 2000 — Новий рік в листопаді — жінка з рушницею
- 2000 — Редакція — Ізольда
- 2001 — Далекобійники — Капа
- 2001 — ДМБ: Знову в бою — Талалаєва
- 2001 — Зупинка на вимогу-2 — Абуєва
- 2001 — П'ятий кут — дама
- 2002 — Навіть не думай — мати білий
- 2002 — Неможливі зелені очі — Гертруда
- 2002 — Пригоди мага — перша дама, пані на фуршеті
- 2003 — Бажана — адміністраторка
- 2003 — Козеня в молоці — мати Надюхи
- 2003 — З ніг на голову — арештована
- 2003 — Четверте бажання
- 2003 — Наречена поштою (Італія-США-РФ) — касирка
- 2004 — Єралаш (1974 — с.д) — Ду ю спік інгліш — вчителька англійської мови.
- 2004 — Афромосквич — бабуся
- 2004 — Даша Васильєва. Любителька приватного розшуку-2
- 2004 — Самара-містечко
- 2005 — Бальзаківський вік, або Всі мужики сво… 2
- 2005 — Денний Дозор
- 2005 — Запасний інстинкт — консьєржка
- 2005 — Плата за любов — Зоя
- 2005 — З Новим роком, тато! — Контролер
- 2005 — Студенти — Журова, завідувачка радіо, відповідальна по господарству
- 2006 — Все змішалося в домі… — Ганна Іллівна Заболоцька
- 2006 — В'язниця особливого призначення — співробітниця в'язниці
- 2006 — Людина у футлярі, Людина в пальто і Людина у фраку — «Физичка»
- 2007 — Агентство «Алібі»
- 2007 — Дар Божий — Олена Неверова
- 2007 — Любов-морква — Дама в палаці одруження
- 2007 — Солдати -12 — тітка Марго
- 2008 — ГІБДД і т. д. — теща Сазонова
- 2008 — Глухар — Роза, потерпіла
- 2008 — Подію в місті М
- 2009 — Вогні великого міста — Алевтина
- 2010 — Мій гріх — чиновниця в міськвідділі
- 2009 — Маргоша — Мати Марії Васильєвої
- 2010 — Одного разу в міліції — литераторша
- 2011 — Пастка для Буратіно
- 2011 — Татусеві дочки — Римма Карлівна, редактор каналу «ТВ-8 Москва»